# L'Église-aux-Bois
 L'Église-aux-Bois  là một xã thuộc tỉnh Corrèze trong vùng Nouvelle-Aquitaine miền trung Pháp.